# Françoise Hardy

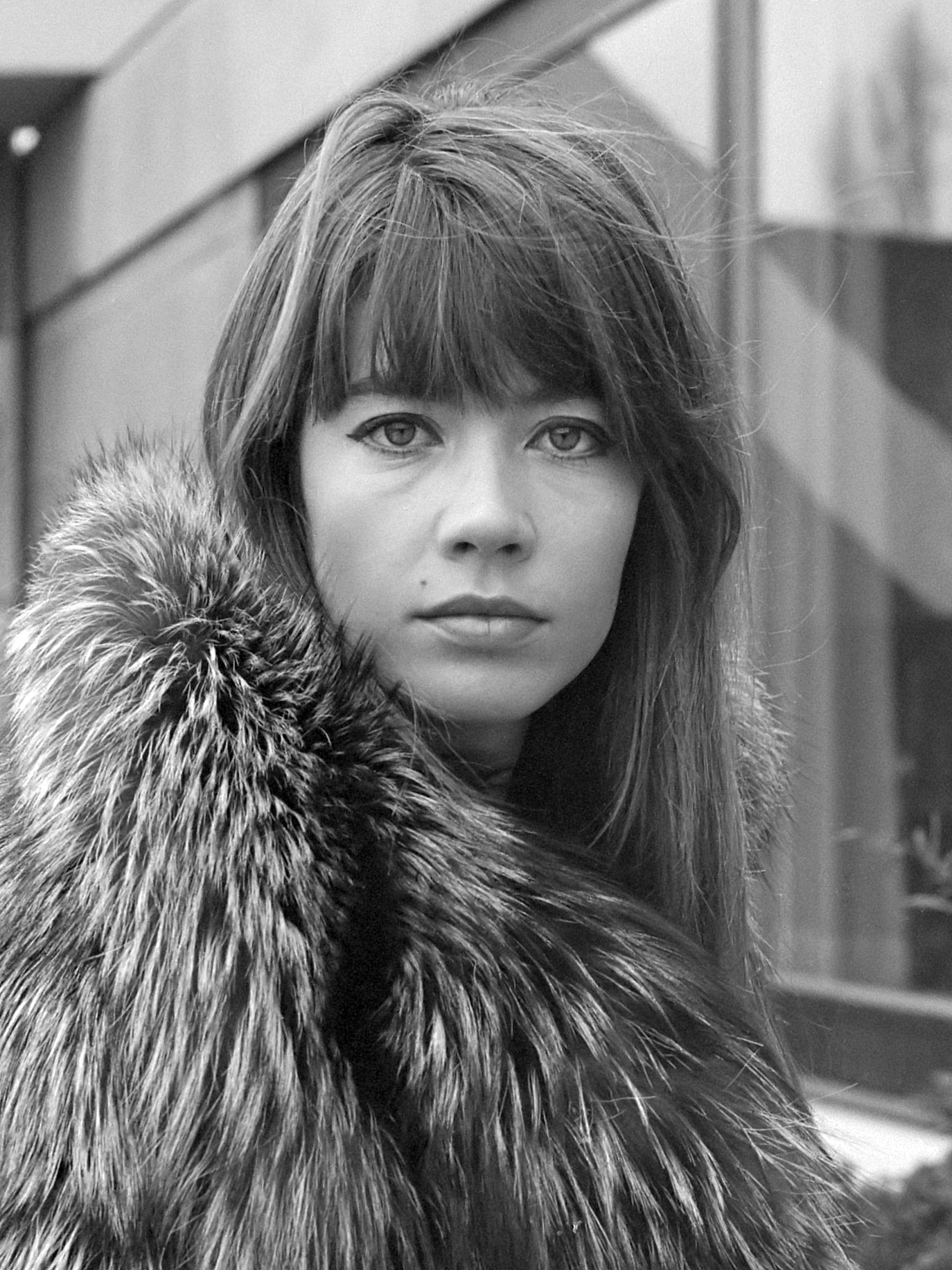
Françoise Hardy w 1969 r.

Françoise Madeleine Hardy (ur. 17 stycznia 1944 w Paryżu, zm. 11 czerwca 2024 tamże) – francuska piosenkarka, kompozytorka i autorka tekstów, aktorka.

## Życiorys
Odniosła sukces w 1962 piosenką Tous les garçons et les filles. Wkrótce przerwała działalność koncertową, skupiając się na kompozycjach i nagraniach płytowych. Współpracowała artystycznie ze swoim mężem Jacques’em Dutronkiem i synem Thomasem.
Została pochowana w Paryżu na cmentarzu Père-Lachaise w dniu 20 czerwca 2024.

## Dyskografia

### Albumy
- Tous les garçons et les filles (1962)
- Le Premier Bonheur du jour (1963)
- Mon amie la rose (1964)
- In Deutschland (1965)
- Portrait in Musik (1965)
- L’Amitié (1965)
- La maison où j’ai grandi (1966)
- Françoise Hardy Sings in English (1966)
- Ma jeunesse fout le camp... (1967)
- Comment te dire adieu ? (1968)
- En anglais (1969)
- Träume (1970)
- Soleil (1970)
- La Question (1971)
- Et si je m'en vais avant toi (1972)
- If You Listen (1972)
- Message personnel (1973)
- Entr’acte (1974)
- Star (1977)
- Musique saoûle (1978)
- Gin tonic (1980)
- A Suivre (1981)
- Quelqu’un qui s’en va (1982)
- Décalages (1988)
- Le Danger (1996)
- Clair-obscur (2000)
- Frag den Abendwind (2001)
- Messages personnels
- Tant de belles choses (2004)
- Parenthèses... (2006)
- La pluie sans parapluie (2010)
- L'Amour fou (2012)
- Personne d'autre (2018)

## Filmografia
- Château en Suède (1963)
- Co słychać, koteczku? (1965)
- Une Balle au Cœur (1965)
- Grand Prix (1966)